# Рибець звичайний
Рибець звичайний (Vimba vimba) — вид риб родини ялецевих (Leuciscidae).

## Характеристика
Тіло цієї риби помірно видовжене, досить високе, стиснуте з боків. Рот маленький, нижній. Рило довге, м'ясисте. За спинним плавцем є вкритий лускою кіль. Спинний бік темно-сірий, попелястий з синюватим або зеленкуватим вилиском, боки сірувато-сріблясті, черево сріблясто-біле або біле. Спинний і хвостовий плавці сірі, всі інші безбарвні, іноді світло-сірі, блідно-жовті. Під час розмноження верхня третина тіла робиться майже чорною, боки темно-сріблястими, черево білим з червоним, оранжевим або яскраво жовтим вилиском, спинний і хвостовий плавці чорними, всі інші плавці червоними або оранжевими, у самців голова, спина і боки вкриваються дрібними конічними білуватими роговими горбками.
Рибець є напів-анадромних видом, який мігрує з солонуватої води в річки на нерест. Також існують постійні прісноводні популяції, які переважно живуть на ділянках з помірно швидкою і швидкою течією, чистою водою і піщаним, піщано-гальковим або кам'янистим дном.
Найбільша довжина тіла до 50 см, зазвичай 20 — 30 см, маса 800 — 900 г, живе до 10 — 12 років

## Ареал
Живе у прісних водах басейнів Балтійського, Чорного, Північного, Каспійського морів. Як вселенець відзначається в басейні річки Рейн. У басейні Балтійського моря, у таких країнах як Швеція та Фінляндія, вид поширений до 62°-63°N.
У басейнах Чорного й Азовського морів живуть підвиди: Рибець азово-чорноморський (V. vimba carinata), Рибець малий (V. vimba tenella), Рибець дніпровський (V. vimba vimba infranatio borysthenica Velykochatjko), Рибець-лобач (V. vimba vimba natio bergi Velykochatjko). Рибця малого деякі автори виділяють як вид V. tenella (Nordmann, 1840).
У Литві риба покидає Балтійське море в травні, і входить в річку Німан на нерест. Ікра відкладається на мілководді. Кожен рік люди які живуть на березі цієї річки влаштовують фестиваль на честь рибця.

## Живлення
Молодь живиться планктоном, поступово переходячи на бентос. Дорослі споживають преважно бентосну їжу — червів, личинок комах, молюсків, ракоподібних, водорості, вищу водну рослинність, іноді ікру й дрібних риб.

## Нерест
Статевої зрілості досягає у віці 3-4 роки та при довжині тіла 17-20 см. Нерест порційний, з квітня до липня. Ікра клейка, відкладається на каміння у місцях із швидкою течією.

## Значення
Цінний за смаковими якостями, жирність м'яса до 12 — 27%. В Україні повсюдно скорочується чисельність цього виду. В основному через зарегульований стік річок і знищення реофільних ділянок. В Середньому Дніпрі певний час вважався зниклим. Зараз зрідка трапляється в уловах рибалок-любителів по всій території України, в тому числі у басейні Середнього Дніпра